# 심은진
심은진(沈恩瑱, 1981년 2월 6일~ )은 대한민국의 가수, 배우이다. 1998년부터 2005년 1월까지 걸 그룹 베이비복스의 멤버였다. 2021년 1월 12일 MBC 아침드라마 《나쁜 사랑》에 출연했던 배우 전승빈과 혼인신고로 부부의 연을 맺었으며 혼인신고 1년만인 2022년 9월 24일 뒤늦은 결혼식을 올려 정식 부부가 되었다.

## 학력
- 영락여자상업고등학교 상업디자인과(졸업)
- 명지전문대학 연극영상과(중퇴)
- 경기대학교 다중매체영상과(학사)

## 경력
| 연도          | 사항                              |
| ------------- | --------------------------------- |
| 1997~2004.1   | 그룹 '베이비복스' 멤버            |
| 2001.5~2002.3 | 대한적십자사 홍보사절             |
| 2001.8        | 바른사회를 위한 시민회의 홍보대사 |
| 2005.11       | 패션브랜드 Z’BAGO 대표            |
| 2009.8        | 아트그룹 '노소트로스' 멤버        |

## 출연 작품

### 드라마
| 연도 | 방송사   | 제목                             | 역할                        | 비고     |
| ---- | -------- | -------------------------------- | --------------------------- | -------- |
| 2006 | KBS1     | 대조영                           | 금란                        |          |
| 2008 | SBS      | 스타의 연인                      | 서예린                      |          |
| 2008 | MBC      | 라이프 특별조사팀                | 주강이                      |          |
| 2009 | SBS      | 태양을 삼켜라                    | 리드보컬                    | 특별출연 |
| 2010 | KBS1     | 거상 김만덕                      | 요화                        |          |
| 2010 | SBS Plus | 키스 앤 더 시티                  | 심은진                      |          |
| 2012 | tvN      | 노란복수초                       | 하윤희                      | 특별출연 |
| 2012 | MBN      | 사랑도 돈이 되나요               | 하민주                      |          |
| 2013 | MBC      | 금 나와라, 뚝딱!                 | 안나                        | 특별출연 |
| 2013 | JTBC     | 그녀의 신화                      | 구소영                      |          |
| 2014 | MBC      | 야경꾼 일지                      | 옥매                        |          |
| 2014 | KBS2     | KBS 드라마 스페셜 - 수상한 7병동 | 강세희                      |          |
| 2016 | 네이버TV | 뷰티학개론                       | 정우물 교수                 |          |
| 2016 | SBS      | 사랑이 오네요                    | 신다희/이칠칠               |          |
| 2018 | MBC      | 부잣집 아들                      | 서명선                      |          |
| 2018 | MBC      | 내 사랑 치유기                   | 블랙 버터플라이 회장의 아내 | 특별출연 |
| 2019 | SBS      | 빅이슈                           | 오채린                      |          |
| 2019 | MBC      | 나쁜 사랑                        | 한유진/케이트 한            |          |
| 2021 | KBS2     | 이미테이션                       | 변정희                      |          |

### 영화
| 연도 | 제목                  | 역할          | 비고     |
| ---- | --------------------- | ------------- | -------- |
| 2002 | 긴급조치 19호         |               |          |
| 2005 | 제니, 주노            | 혜린          | 특별출연 |
| 2013 | 콩가네                | 장숙희        |          |
| 2015 | 간신                  | 용봉각 주인   | 특별출연 |
| 2015 | 쓰리 썸머 나잇        | 달샤벳 매니저 |          |
| 2016 | 불청객 - 반가운 손님  | 은주          |          |
| 2016 | 우주의 크리스마스     | 박도연        |          |
| 2016 | 당신, 거기 있어줄래요 | 학회여자      | 특별출연 |
| 2016 | 심야택시              | 승희          |          |
| 2021 | 싸나희 순정           | 카페 사장     |          |

### 연극
- 2013년 《연애시대》 ... 하루 역
- 2014년 《내 아내의 모든 것》 ... 정인 역

## 음반
- 2005년 1집 - Zeeny's
- 2010년 구피 '못난 남자야' 뮤직비디오

## 방송

### 예능
- 2001년 KBS2 《TV는 사랑을 싣고》 ... 게스트
- 2005년 MBC 《타임머신》 ... MC
- 2012년 ETN 《심은진의 Feeling up》 ... MC
- 2017년 MBC 《미스터리 음악쇼 복면가왕》  ... 음메 ~ 기살어! 의기양양!
- 2022년 TV조선 《화요일은 밤이 좋아》... 게스트
- 2024년 유튜브 《노빠꾸 탁재훈》... 게스트

## 수상 및 후보
| 연도 | 시상식                      | 부문              | 작품   | 결과 |
| ---- | --------------------------- | ----------------- | ------ | ---- |
| 2007 | 제15회 대한민국문화연예대상 | 드라마부문 신인상 | 대조영 | 수상 |